# غنجة اي سة ريز (سررود الشمالي)
غنجة اي سة ریز (بالفارسية: گنجه‌ای سه‌ریز) هي قرية تقع في إيران في قسم سررود الشمالي الريفي. يقدر عدد سكانها بـ 1,819 نسمة .